# Mike McIntyre
Douglas Carmichael McIntyre II dit Mike McIntyre est un homme politique américain né le 6 août 1956 à Lumberton (Caroline du Nord). Membre du Parti démocrate, il est élu pour la Caroline du Nord à la Chambre des représentants des États-Unis de 1997 à 2015.

## Biographie

### Jeunesse et débuts en politique
Mike McIntyre naît et grandit à Lumberton dans le sud-est de la Caroline du Nord. Diplômé d'un doctorat en droit de l'université de Caroline du Nord à Chapel Hill en 1981, il devient avocat.
À la fin des années 1980, il siège à la commission de Caroline du Nord sur l'enfance et la jeunesse (1987-89) puis à la commission sur la famille (1989-91).

### Représentant des États-Unis
En 1996, il est élu à la Chambre des représentants des États-Unis. Dans le 7e district de Caroline du Nord, il rassemble 52,9 % des voix face au républicain Bill Caster (45,8 %) et succède à Charlie Rose (en), dont il avait été stagiaire. De 1998 à 1996, il est réélu tous les deux ans avec plus de 68 % des suffrages. Lors de la vague républicaine de 2010, il n'est réélu qu'avec moins de 54 % des voix devant le républicain Ilario Pantano.
En 2011, les circonscriptions de Caroline du Nord sont redécoupées par une législature majoritairement républicaine,. Le 7e district devient davantage républicain, et aurait voté à 58 % pour John McCain en 2008. Aux élections suivantes, McIntyre bat le sénateur républicain David Rouzer de justesse : il n'est déclaré vainqueur que trois semaines après les élections et avec moins de 700 voix d'avance sur son adversaire (soit 50,1 %).
En janvier 2014, McIntyre annonce qu'il ne sera pas candidat à un nouveau mandat lors des élections de novembre. Rouzer lui succède à la Chambre des représentants.

## Positions politiques
McIntyre est un démocrate conservateur, membre de la Blue Dog Coalition. Durant son mandat, il s'oppose à la réforme de la santé du Président Obama, au contrôle des armes à feu ou encore à l'avortement,.